# L'estinzione dei tecnosauri
L'estinzione dei tecnosauri. Storie di tecnologie che non ce l'hanno fatta è un saggio del 2003 di Nicola Nosengo, edito per la Sironi editore.

## Contenuto
Tecnosauro è un neologismo coniato dall'autore per indicare una tecnologia che col passare degli anni è sparita del tutto, o quasi. Nei diversi capitoli vengono analizzate quindi non soltanto tecnologie arretrate, soppiantate da nuove tecniche moderne, ma anche tutti i congegni che pur avendo avuto la possibilità di "affermarsi", in realtà non sono mai riusciti a radicarsi, come per esempio il betamax, a cui si preferì inesorabilmente il VHS, oppure l'obsoleta posta pneumatica, o ancora l'auto elettrica, promessa mai mantenuta dell'attuale tecnologia.
Le avventure dei Tecnosauri descritte da Nosengo sono raccontate come una competizione per ottenere la supremazia e portano a creare un ovvio parallelo con la lotta alla sopravvivenza delle specie biologiche, suggerendo anche varie alternative su come la società si sarebbe potuta evolvere di conseguenza all'affermazione di una tecnologia anziché di un'altra.

## Edizioni
- Nicola Nosengo, L'estinzione dei tecnosauri. - Storie di tecnologie che non ce l'hanno fatta, collana Galápagos, Sironi editore, 2003,  p. 284, ISBN 978-88-518-0017-8.